# شل کانادا

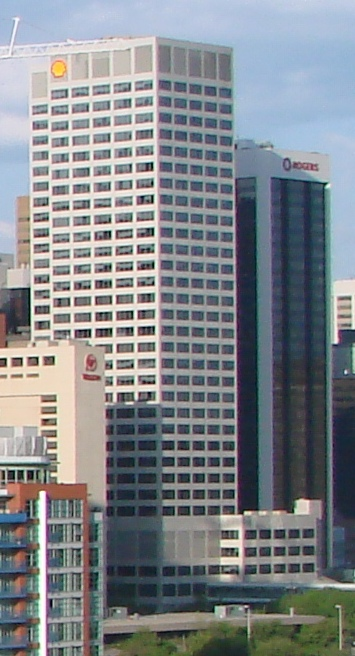
دفتر مرکزی شل کانادا، در شهر کلگری

شل کانادا (به انگلیسی: Shell Canada) شرکت نفتی کانادایی است، که به‌عنوان شرکت تابعه شل پی‌ال‌سی، در زمینه اکتشاف، استخراج، پالایش، انتقال و بازاریابی نفت خام، گاز طبیعی و میعانات گازی، همچنین تولید بنزین و مدیریت جایگاه‌های پمپ بنزین فعالیت می‌کند.
این شرکت در سال ۱۹۱۱ تأسیس شد و پس از سازماندهی مجدد شل، که توسط شرکت اصلی، یعنی رویال داچ شل، انجام شد، بخش عملیات آمریکای شمالی، به شل یواس‌ای، که در هیوستون، تگزاس مستقر است، سپرده شد و مدیریت کلیه دارایی‌های شل در کشور کانادا نیز، به شرکت شل کانادا واگذار گردید. 
دفتر مرکزی این شرکت، در کلگری، آلبرتا قرار دارد. دفتر عملیاتی شرکت شل کانادا در تورنتو، انتاریو مستقر می‌باشد. شرکت شل کانادا هم‌اکنون مالک ۳ پالایشگاه نفت و شبکه گسترده‌ای از ۱۸۰۰ جایگاه پمپ بنزین، در سراسر کانادا می‌باشد. ظرفیت تولید نفت خام این شرکت به‌طور متوسط بالغ بر ۳۳۳ هزار بشکه در روز است.